# NGC 2833
NGC 2833 је спирална галаксија у сазвежђу Рис која се налази на NGC листи објеката дубоког неба.
Деклинација објекта је + 33° 55' 39" а ректасцензија 9h 19m 57,8s. Привидна величина (магнитуда) објекта NGC 2833 износи 14,8 а фотографска магнитуда 15,6. NGC 2833 је још познат и под ознакама CGCG 181-27, PGC 26389.